# 해신
해신(海神)은 2004년 11월 24일 ~ 2005년 5월 26일까지 신라 시대의 장군인 바다의 전설 장보고의 일생을 극화한 총 51부작 HD 특별기획드라마이다. 드라마로서 4번째로 HD로 제작한 사극물로서, KBS의 HD 특별기획드라마 중 방송 횟수가 가장 제일 많은 역대 최대 기록이다.
한편, 본 작품의 후속작인 부활부터 KBS의 수목드라마는 미니시리즈 형태로 가고 있는데 김갑수, 고명환, 이연희 등 <해신>에 출연했던 배우들을 2연속으로 투입하여 대중의 비판을 받았다.
아울러, 대중적인 퓨전 사극을 지향하면서 바다의 전설인 해상왕 장보고의 일대기보다 드라마적 관계에 치중했다는 지적을 받았다.
최수종(장보고 역)은 MBC 문화방송의 주말연속극인 장미의 전쟁이 끝나자 촬영에 들어갔으며 그 탓인지 본인의 SBS 진출작이었던 최수종 쇼가 2004년 봄 개편으로 막을 내려야 했다.

## 제작진
- 극본 : 정진옥, 황주하
- 연출 : 강일수, 강병택

## 등장 인물

### 주요 인물
- 최수종(아역 : 백성현) : 장보고 (궁복) 역
- 채시라 : 자미부인 역
- 송일국(아역 : 홍현기) : 염장 (염문) 역
- 박수애(아역 : 이연희) 정화 역

### 궁복 관련 인물
- 김흥수(아역 : 안재홍) : 정년 역
- 이원종 : 최무창 역
- 채정안 : 장채령 역
- 박영규 : 장설평 역 - 중국 당나라 신라방에서 상업을 한 설평 상단의 우두머리, 채령의 아버지, 장보고의 상처를 헤아리고 위로하는 역할을 한다.
- 김효원 : 유자성 역
- 이희도 : 막봉/이막봉 역
- 조달환(아역 : 허인범) : 이순종 역
- 김아중 : 백하진 역
- 도기석 : 장성필 역
- 이재용 : 조장길 역
- 이승찬 : 궁예 역
- 최운교 : 천두만 역
- 박인환 : 장두관 역

### 자미부인 관련 인물
- 박정학 : 능창 역
- 김형범 : 태봉 역
- 김치국 : 명천 역

### 염문 관련 인물
- 김갑수 : 이도형 역
- 정호근 : 장대치 역
- 강성필 : 중달 역
- 최상길 : 천태 역
- 고명환 : 판술 역 (중도하차)
- 여호민 : 백경 역
- 서범식 : 태천 역
- 송서연 : 기생 소홍 역

### 정화 관련 인물
- 정성환 : 김창겸 역
- 고도영(아역 : 이은혜) : 다복 역
- 서도영 : 무진 역

정화의 호위무사.
- 신동훈 : 청해 현령 역

창겸과 정화의 아버지.

### 신라 왕실 인물
- 박상규 : (김경휘) 흥덕왕 역
- 길용우 : 김우징 (신무왕) 역
- 김주영 : 민애왕 역
- 장기용 : 김제륭 희강왕 역
- 치우 : 김경응 문성왕 역
- 배수빈 : 김양 역
- 신귀식 : 김균정 역
- 신국 : 신라 귀족 역
- 김관기 : 신라 귀족 역
- 이계인 : 신라 관료 역
- 조병기 : 신라 관료 역
- 이기열 : 형부상서 역
- 문회원 : 사정부령 역
- 이종구 : 신라 관료 역
- 임병기 : 무진주 도독 역

### 당나라 인물
- 리장 : 왕지흥 역
- 남영진 : 무원형 역
- 한춘일 : 천상귀 역
- 유종근 : 구틀룩 보일라 (위구르 가한) 역
- 김길동 : 거란 가한 요련해락 역
- 김동석 : 절도사 강소성 역
- 한상혁 : 이사도 역

### 그 외 인물
- 박철호 : 김양순 역 : 김양의 수하.
- 한정국 : 호장 방마장 역
- 박유승 : 한행수 역
- 박상조 : 도장 역

중달의 아버지.
- 조승연 : 백안 역

축성장 신라인 노예.
- 배성희 : 미단 역
- 김성훈 : 왈패일당 역
- 정종준 : 재당 신라인 상인 역
- 윤갑수 : 재당 신라인 상인 역
- 조병곤 : 재당 신라인 상인 역
- 배슬기 : 자미부인 상단 무희 역
- 홍승범
- 이칸희
- 이계인
- 허기호
- 신국
- 김하은
- 백소미 ; 정년의 여친 소희 (전생 무인시대 고려황제 강종 의 황후)
- 설주영
- 황윤걸
- 박성균
- 강민석 : 왕대인 역
- 미상 : 황대인 역

## 연장
- 2005년 4월 29일 : 해신 방영 분량이 50부작에서 51부작으로 연장되었다. 이는 후속작으로 마련된 HD 수목드라마 부활의 캐스팅 문제를[4] 고려한 것이다.

## 특이사항
- 2004년 12월 29일 - 11~12회 연속 편성
- 2004년 12월 30일 - 9시 25분부터 <가요대상> 편성으로[5] 결방
- 2005년 2월 9일 - 설 특선영화 블랙 호크 다운 편성으로[6] 결방
- 2005년 2월 10일 - 설 특선영화 영어완전정복 편성으로[7] 결방

## 수상 경력
- 2005년 KBS 연기대상
  - 베스트 커플상, 남자 인기상, 남자 우수연기상 : 송일국
  - 베스트 커플상, 여자 우수연기상 : 수애
  - 남자 최우수연기상 : 최수종

- 2005년 제18회 그리메상 대상

- 2006년 제1회 서울 드라마 어워즈
  - 우수작품상 - 장편 작품상
  - 촬영감독상 : 김승환

## 같이 보기
- 대망 (SBS)
- 다모 (MBC)

## 캐스팅에 관해
- 장보고(최수종 분) 역에는 장동건 등이 물망에 올랐다.[8]
- 염장(송일국 분) 역은 당초 한재석이 낙점되었으나 병역비리 사건으로 빠져[9] 송일국이 대타로 들어갔다.
- 이광기가 조연 물망에 올랐으나[10] 개인사정으로 고사했다.

## 기타
- 드라마 이전에는 2003년에 방송된 <최인호의 다큐로망 해신 장보고> 다큐멘터리였다.
- 고명환(판술 역)은 2005년 1월 갑작스런 교통사고로 해당 드라마에서 도중하차해야 했다.[11]